# Välvsjön (Burträsks socken, Västerbotten)
Välvsjön är en sjö i Skellefteå kommun i Västerbotten och ingår i Rickleåns huvudavrinningsområde. Sjön har en area på 0,421 kvadratkilometer och ligger 157 meter över havet. Sjön avvattnas av vattendraget Hundsjöbäcken.

## Delavrinningsområde
Välvsjön ingår i det delavrinningsområde (714658-172286) som SMHI kallar för Utloppet av Välvsjön. Medelhöjden är 189 meter över havet och ytan är 3,61 kvadratkilometer. Det finns ett avrinningsområde uppströms, och räknas det in blir den ackumulerade arean 10,9 kvadratkilometer. Hundsjöbäcken som avvattnar avrinningsområdet har biflödesordning 3, vilket innebär att vattnet flödar genom totalt 3 vattendrag innan det når havet efter 54 kilometer. Avrinningsområdet består mestadels av skog (47 procent), öppen mark (14 procent) och jordbruk (15 procent). Avrinningsområdet har 0,41 kvadratkilometer vattenytor vilket ger det en sjöprocent på 11,4 procent.